# Годиаско Саличе Терме
Годиа̀ско Са̀личе Терме (на италиански: Godiasco Salice Terme, до 2012 г. само Годиаско, на местен диалект: Gudiass, Гудиас) е община в Северна Италия, провинция Павия, регион Ломбардия. Административен център на общината е село Годиаско (Godiasco), което е разположено на 196 m надморска височина. Населението на общината е 3177 души (към 2013 г.).